# Ameletus altaicus
Ameletus altaicus is een haft uit de familie Ameletidae. De wetenschappelijke naam van de soort is voor het eerst geldig gepubliceerd in 2007 door Kluge.
De soort komt voor in het Palearctisch gebied.